# Stephenia braesia
Stephenia braesia is een vlinder uit de familie van de Nymphalidae. De wetenschappelijke naam van de soort is voor het eerst voorgesteld als Acraea braesia door Frederick DuCane Godman in een publicatie uit 1885.

## Verspreiding
De soort komt voor in de droge savannes van Ethiopië, Somalië, Noordoost-Oeganda, Kenia en Noordoost-Tanzania.

## Waardplanten
De rups leeft op soorten van de passiebloemfamilie (Passifloraceae) waaronder Adenia globosa Engl. en Adenia venenata Forssk..